# Philippe Ier (duc de Parme)
Pour les autres membres de la famille, voir Maison de Bourbon-Parme.
Philippe Ier, né le 15 mars 1720 à l'alcazar royal de Madrid et mort le 18 juillet 1765 dans la ville d'Alexandrie, est un membre de la branche espagnole de la maison de Bourbon. Il fut infant d'Espagne, duc de Parme, de Plaisance et de Guastalla. Fils de Philippe V et de son épouse Élisabeth Farnèse, il est un descendant du roi Louis XIV. Il fondera la maison de Bourbon-Parme avec son épouse Louise-Élisabeth de France, fille du roi Louis XV. 

## Un cadet

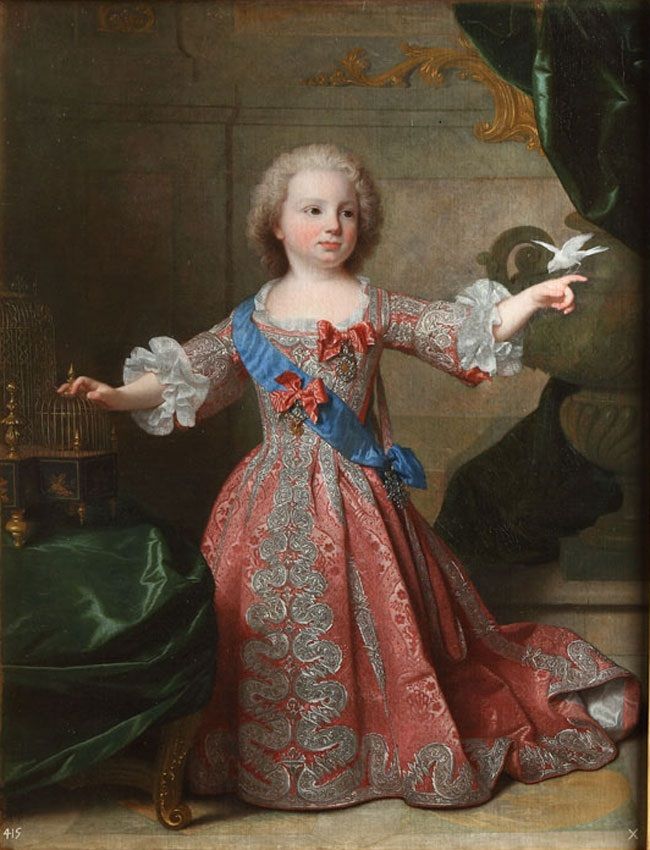
Philippe Ier enfant à 4 ans, par Jean Ranc.

Fils cadet survivant du roi Philippe V et d'Élisabeth Farnèse, princesse de Parme, il n'est pas appelé à régner.

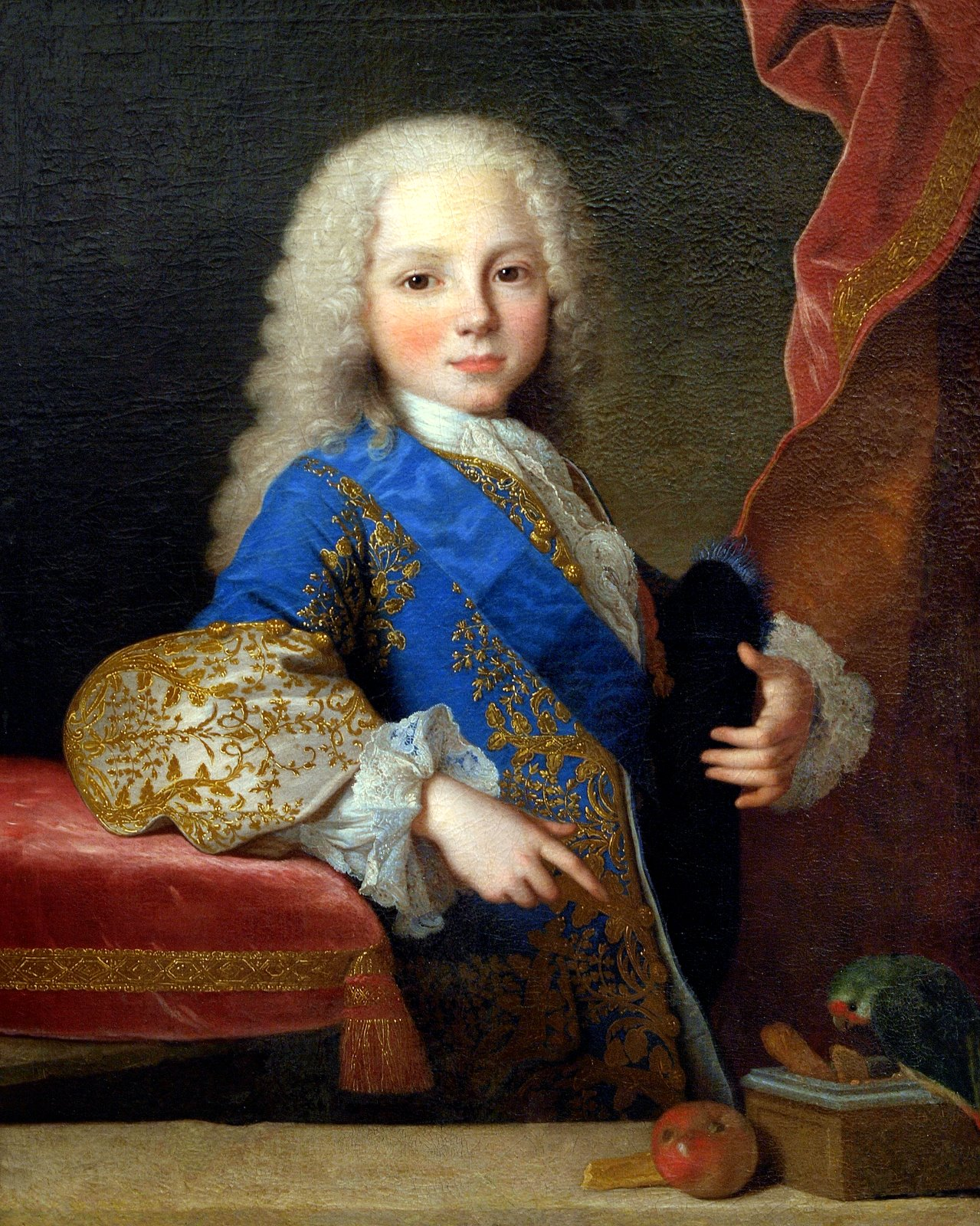
Philippe Ier enfant à 5 ans, par Jean Ranc.

Les fiançailles de sa sœur, l'infante Marie-Anne d'Espagne avec leur cousin Louis XV ayant été rompues en 1725, le roi de France s'était engagé à réparer l'affront fait à l'Espagne en promettant de marier son futur fils et héritier à une infante d'Espagne et de donner une de ses filles en mariage à un infant. Dès 1739, la fille aînée du roi, âgée de 12 ans est marié à l'infant Philippe qui en a 19. C'est un piètre mariage pour la fille aînée de la plus puissante monarchie d'Europe et tout en mettant son premier enfant au monde, la nouvelle infante, tout aussi ambitieuse que son impérieuse belle-mère, nourrissait des projets pour son mari dépourvu d'ambition. Déjà, l'infant Charles, frère aîné de l'infant Philippe, régnait sur les royaumes de Naples et de Sicile. Aussi, à la faveur de la guerre de succession d'Autriche, avec le soutien de son demi-frère de Ferdinand VI, roi d'Espagne et de son beau-père, Louis XV roi de France, l'infant devient-il duc de Parme, Plaisance et Guastalla en 1748.

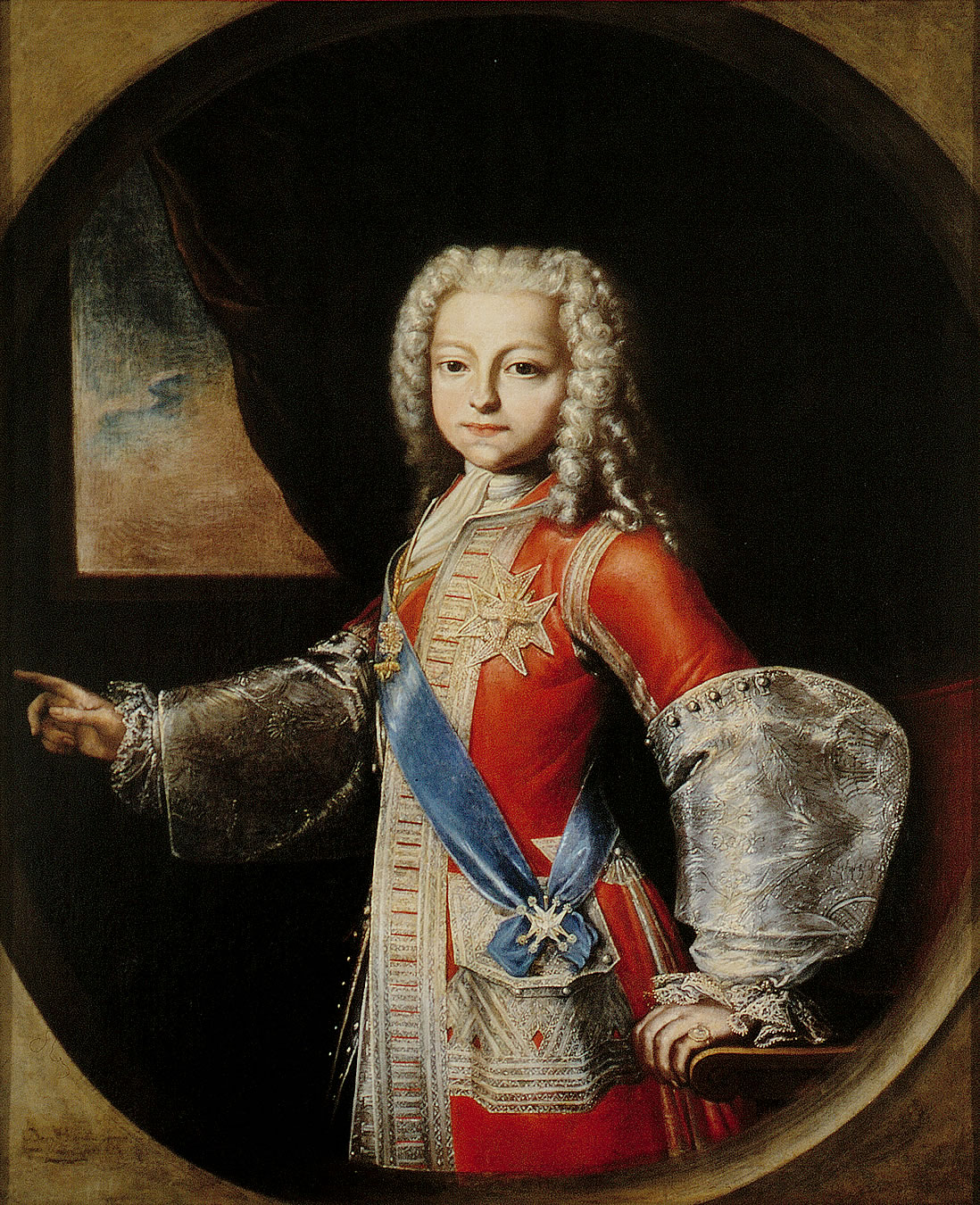
Philippe Ier enfant à 10 ans, par Jean Ranc.

En 1740, la guerre de Succession d'Autriche qui vient de débuter voit les troupes autrichiennes et piémontaises s'opposer aux troupes espagnoles, dans lesquelles est engagé l'infant Philippe. Plaisance passe aux mains de Charles-Emmanuel III de Sardaigne, le reste du duché est incorporé dans le Milanais autrichien. Le 15 septembre 1745, les troupes espagnoles, après avoir occupé Plaisance, occupent Parme, et c'est le lieutenant général, le marquis de Castellar, qui recueille l'acte d'obéissance des Parmesans à Élisabeth Farnèse, le 22 octobre 1745. En décembre, les troupes espagnoles, emmenées par Fernando de la Torre, marquis di Camposanto, entrent à Milan et Philippe prend le titre de roi de Lombardie. Les Autrichiens envoient 70 000 hommes de troupe en Italie, commandés par le général Braun ; le général Gian Luca Pallavicini assiège Parme. Les Espagnols réussissent à tromper la vigilance des Autrichiens et s'éloignent de la ville, abandonnant la population à son sort : saccage de la ville, confiscations, etc. Parme retourne à l'Autriche, Plaisance à la maison de Savoie.
Le traité d'Aix-la-Chapelle, qui met fin à la guerre de Succession d'Autriche, attribue Parme, Plaisance et le duché de Guastalla à l'infant Philippe qui entre dans Parme en juillet 1749. Avec son premier ministre, Guillaume du Tillot, il renforce son pouvoir ainsi que l'économie du duché.

## Famille

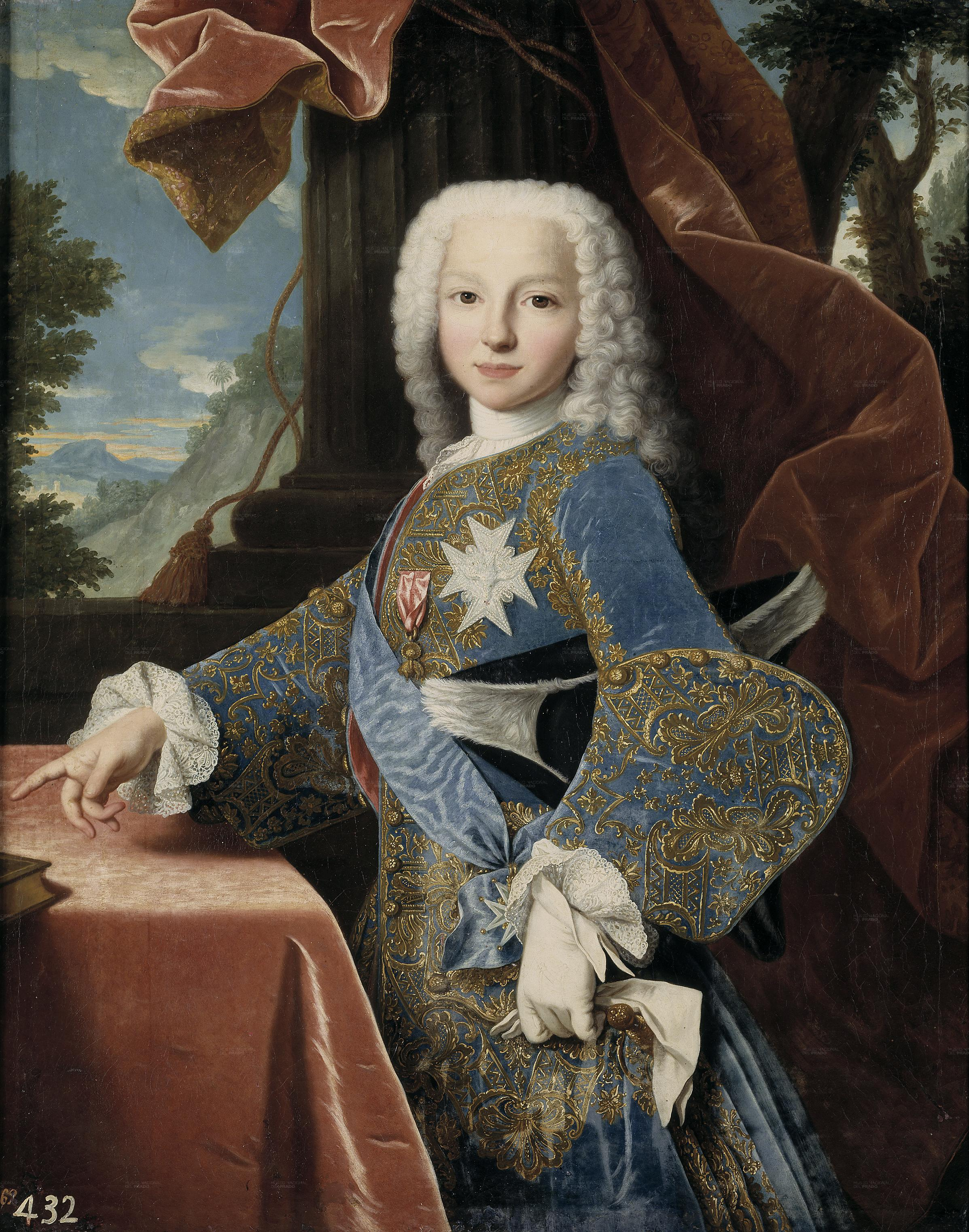
Portrait de l'infant de Philippe, dernier fils du roi Philippe V et de sa seconde épouse, Élisabeth Farnèse.

Le duc Philippe de Parme est le second fils de Philippe V d'Espagne et de sa seconde épouse, Élisabeth Farnèse. Le 26 août 1739, il épouse par procuration Élisabeth de France (1727-1759), fille du roi Louis XV et de Marie Leszczyńska, alors âgée de douze ans.
Philippe de Bourbon, duc de Parme, Plaisance et Guastalla, de la branche Bourbon d'Anjou, est le second duc de Parme issu de la maison de Bourbon, après son frère Charles qui règne sur Parme de 1731 à 1735. Il est à l'origine de la branche des Bourbon-Parme.

## Prise de la possession des duchés
Après le mariage, en 1715, de la nièce du dernier duc de Parme, Élisabeth Farnèse, avec le roi Philippe V d'Espagne, le traité de Londres de 1718 stipule que le duché doit être transmis aux enfants de la maison des Bourbons d'Espagne issus du mariage d'Élisabeth. La veuve du dernier duc de Parme et mère e la reine d'Espagne Dorothée-Sophie est donc nommée régente jusqu'à l'arrivée de Charles de Bourbon en 1731. L'infant est intronisé duc de Parme sous le nom de Charles Ier avant de conquérir le trône de Naples, en 1734, à l'issue de batailles avec les troupes autrichiennes. La fin de la guerre de Succession de Pologne, scellée par le traité de Vienne de 1738, rend le duché de Parme et Plaisance aux Habsbourg d'Autriche qui l'administrent jusqu'en 1745, sous l'autorité de Charles VI, puis de Marie-Thérèse. Charles, pour sa part, a rejoint son nouveau royaume de Naples, non sans avoir emmené une grande partie des œuvres artistiques et des archives des duchés,.
En 1740, la guerre de Succession d'Autriche voit les troupes autrichiennes et piémontaises opposées aux troupes espagnoles dans lesquelles est engagé l'infant Philippe d'Espagne. Plaisance passe aux mains de Charles-Emmanuel III de Sardaigne, le reste du duché est incorporé dans le Milanais autrichien. Le 15 septembre 1745, les troupes espagnoles, après avoir occupé Plaisance, occupent Parme, et c'est le lieutenant-général, le marquis de Castellar, qui recueille l'acte d'obéissance des Parmesans à Élisabeth Farnèse, le 22 octobre 1745. Les Autrichiens envoient alors 70 000 hommes de troupe en Italie, commandés par le général Braun. Le général Gian Luca Pallavicini assiège Parme. Les Espagnols réussissent à tromper la vigilance des Autrichiens et s'éloignent de la ville, abandonnant la population à son sort : Parme est mise à sac et retourne à l'Autriche, tandis que Plaisance passe à la maison de Savoie.

## Règne

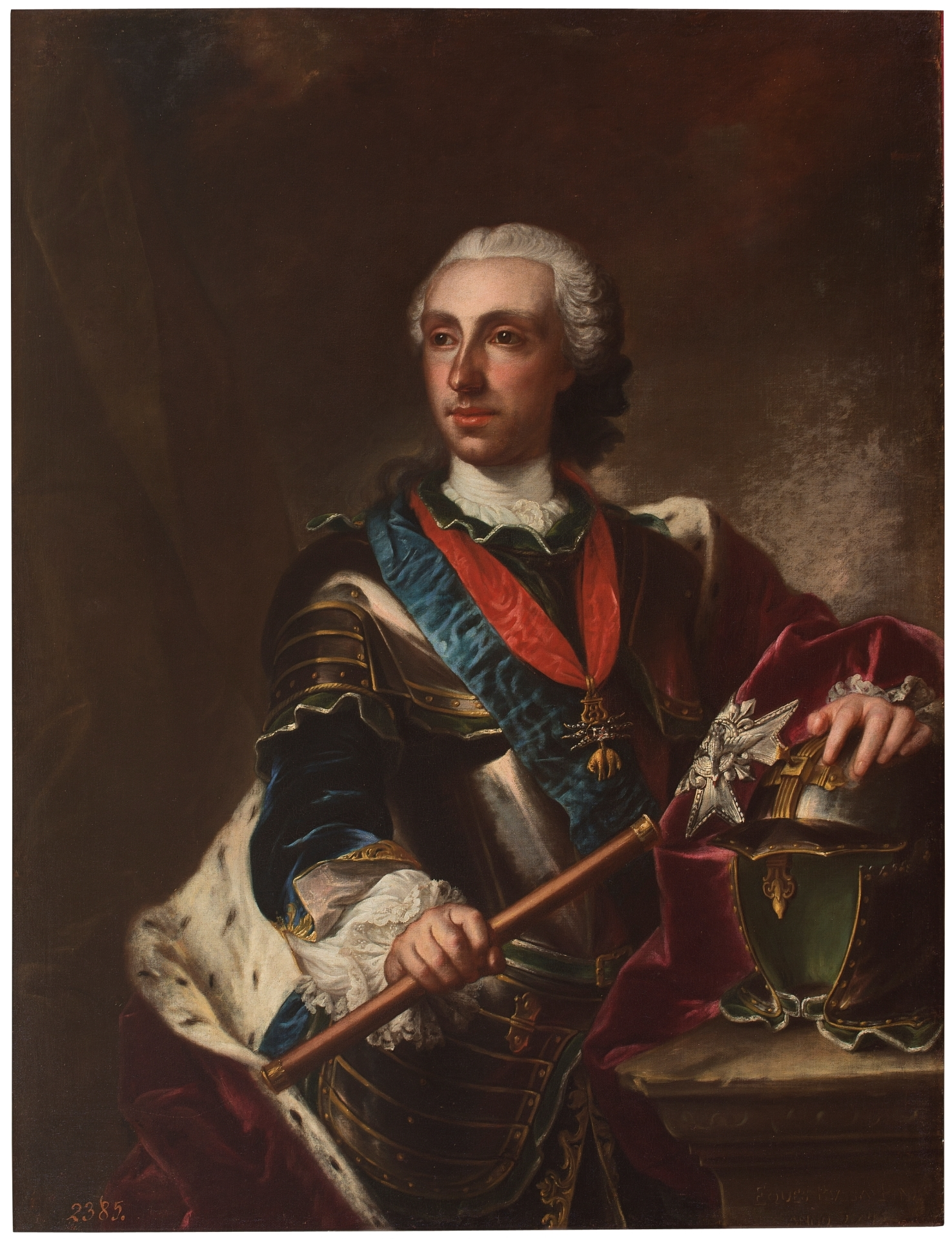
Philippe Ier de Bourbon-Parme.

Le 18 novembre 1748, avec le traité d'Aix-la-Chapelle qui met fin à la guerre de Succession d'Autriche, les duchés des Farnèse et le duché de Guastalla, où s'est éteinte la dynastie des Gonzague, sont inféodés à l'Empire sous la tutelle de la France et de l'Espagne. L'infant Philippe, marié depuis le 26 août 1739 à Élisabeth de France, fille du roi Louis XV et de Marie Leszczynska, alors âgée de douze ans, devient duc de Parme, de Plaisance et de Guastalla. Il entre à Parme le 1er juillet 1749,.
Collectionneur passionné, il contribue à la création de l'Académie des Beaux-Arts fondée en 1752, qui institue aussitôt une série de prix annuels, divisés en catégories, qui permettent de percevoir l'affirmation précoce d'un goût néo-classique. Les contacts entre les artistes de Parme avec Rome et la France sont fréquents et favorisés par l'acquisition d'œuvres par l'Académie et le Duc. Dans ce contexte, naît un art de cour tout à fait particulier, qui remplace la recherche du faste et de la prouesse technique, par le goût de l'analyse et de la clarté. C'est ainsi que Giuseppe Baldrighi (1733-1802) qui représente La Famille de Philippe de Bourbon vers 1760 (Galeria Nazionale de Parme), fait vivre ses personnages dans une atmosphère intime et sereine.
Le duc Philippe développe une politique éclairée, expansive et janséniste, soutenu en cela à partir de 1759 par son Premier ministre, le Français Guillaume Du Tillot. Il introduit des réformes qui assainissent les finances, renforce le pouvoir de l'État et crée des écoles publiques. En 1768, Du Tillot décrète l'expulsion des Jésuites, la confiscation des propriétés de l'Église catholique romaine et supprime les tribunaux ecclésiastiques.
Des personnages illustres viennent à Parme : le nouvel Ambassadeur de Venise Francois Joachim de Pierre de Bernis en 1752, le philosophe Condillac, précepteur du prince héritier Ferdinand ; le colonel Auguste de Keralio, son gouverneur de 1757 à 1769. Volontaire ou non, les idées progressistes cheminent ; Condillac forme le jeune prince à certains préceptes du sensualisme alors très discuté en Europe tandis que Keralio est l'intermédiaire des échanges entre d'une part les savants encyclopédistes français, D’Alembert, Condorcet et Bossut, et d’autre part les philosophes milanais, Cesare Beccaria, Pietro Verri et Paolo Frisi. Le duché attire des artistes, le sculpteur Boudard et l'architecte Ennemond Alexandre Petitot qui enrichit Parme de ses œuvres urbaines dont le Stradone et le casino qui porte son nom. En 1771, Goya reçoit le second prix de peinture de l'Académie de Parme.
Si le duc et ses ministres œuvrent à la prospérité des duchés, la duchesse s'y sent à l'étroit. Avant de rejoindre son mari à Parme, elle fait un détour par Versailles où elle présente sa fille à la cour et souhaite échanger les possessions Italiennes de son mari contre le Luxembourg, plus grand et plus proche de la capitale Française. A Parme, elle donne naissance à deux enfants dont l'héritier du trône en 1751. La duchesse de Parme nourrit de grandes ambitions pour ses filles qu'elle destine, l'aînée au trône impérial, la cadette au trône de France. Cependant, de retour à Versailles, elle y meurt de la variole en 1759 à l'âge de 32 ans. Le duc ne se remarie pas.
Bien que le duché se trouve sous la tutelle de la France, il noue des relations diplomatiques avec l'Empire qui conduisent en 1760 au mariage de Marie-Isabelle, fille du duc Philippe, avec l'archiduc Joseph, le futur empereur Joseph II. Cependant, Marie-Isabelle meurt trois ans plus tard, en 1763sans avoir donné d'héritier à l'Empire.
En 1765, alors que la cour de Parme prépare le mariage de l'infante Marie-Louise avec le prince des Asturies, le duc Philippe meurt, son fils Ferdinand Ier, âgé de 14 ans, lui succède.

## Descendance

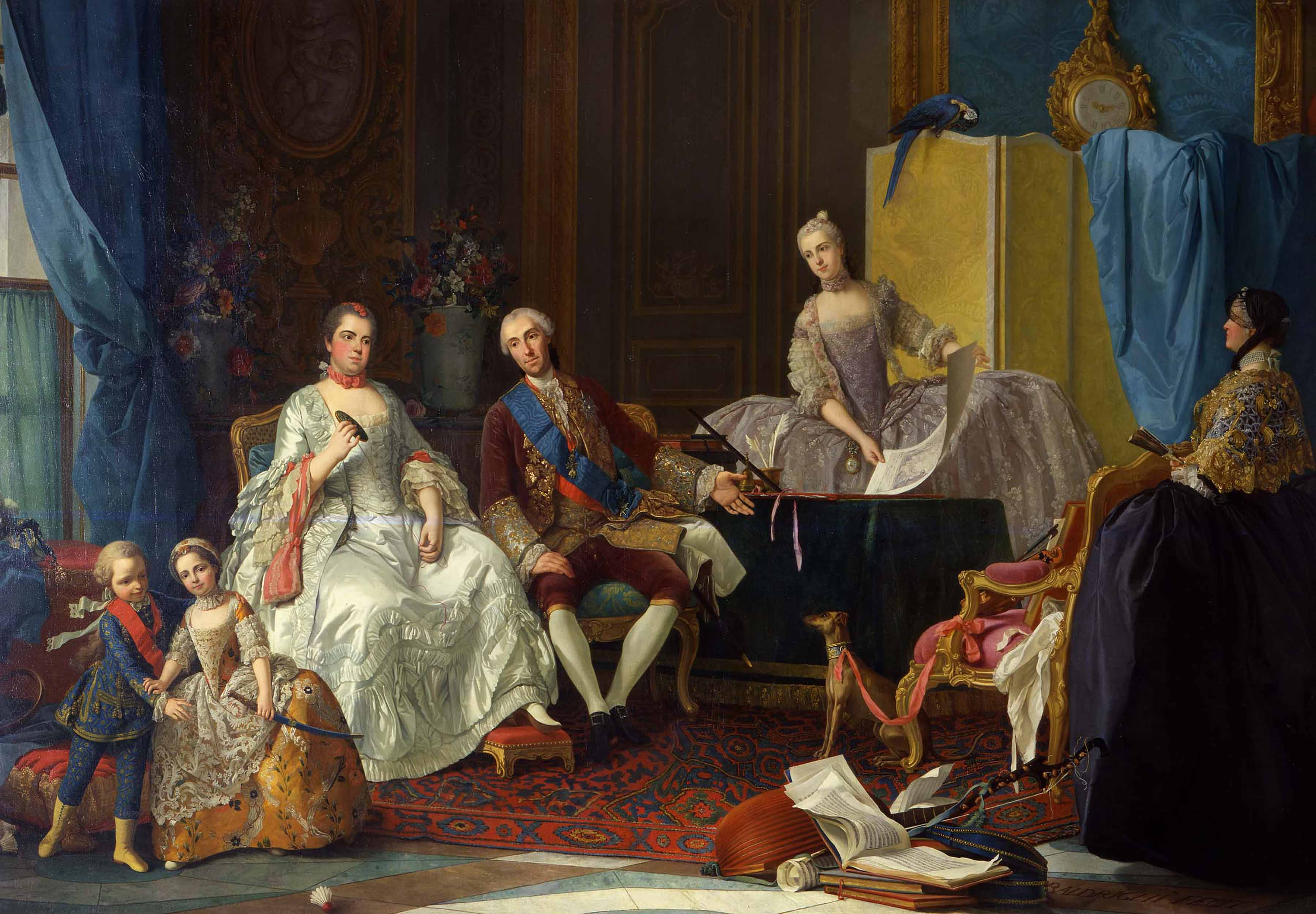
Portrait de la famille du duc de Parme (1757).

Le duc Philippe de Parme et Louise-Élisabeth de France eurent trois enfants :
- Isabelle de Bourbon-Parme (31 décembre 1741 - 27 novembre 1763) ; en 1760, elle épouse Joseph II de Habsbourg ;
- Ferdinand Ier de Parme (20 janvier 1751 - 9 octobre 1802), duc de Parme, qui épousa Marie-Amélie d'Autriche (1746-1804) ;
- Marie Louise de Bourbon-Parme (9 décembre 1751 - 2 janvier 1819), reine consort d'Espagne, elle épouse Charles IV d'Espagne.

Il est peut-être le père de Louis Marie de Narbonne-Lara (1755-1813), également fils naturel supposé de Louis XV.